# Gaby Bussmann
Gaby Bußmann, född den 8 oktober 1959 i Haltern am See, Västtyskland, är en västtysk friidrottare inom kortdistanslöpning.
Hon tog OS-brons på 4 x 400 meter vid friidrottstävlingarna 1984 i Los Angeles.